# América Sánchez
Juan Carlos Pérez Sánchez, conocido por su nombre artístico América Sánchez, (Buenos Aires, 29 de mayo de 1939) es un fotógrafo, dibujante, profesor y diseñador gráfico argentino afincado en España, Premio Nacional de Diseño en 1992 y uno de los diseñadores gráficos más prestigiosos e influyentes de este país.[cita requerida]

## Biografía
Juan Carlos Pérez adoptó como nombre artístico tomando el real de su madre, América Sánchez, de la cual también se siente heredero artístico.
De formación autodidacta influenciada por las dotes artísticas de su madre, en la década de los sesenta ya trabajaba como diseñador en Argentina, con influencias del pop-arte y aprendiendo estilo tipográfico de la llamada Escuela Suiza, por medio del libro The Graphic Artist and his Design Problems, de Josef Müller-Brockmann.
Su desembarco en España, en 1965, le llevó a Barcelona, donde ha realizado la mayor parte de su prolífica carrera, habiendo trabajado para el Museo Picasso de Barcelona, La Caixa, el Ayuntamiento de Barcelona, el Teatro del Liceo, los humoristas Tricicle, el fútbol Club Barcelona, la marca de moda Roberto Verino y otra gran multitud de clientes de importancia.
Aparte de su faceta más creativa, también imparte clases en la Escuela de Diseño y Arte Eina y en Seeway, Escuela de Diseño Gráfico, Animación, Comunicación Digital y Fotografía de Barcelona

## Trabajo gráfico
Siempre trabajando a partir del bolígrafo, el pincel, el carboncillo, y resto de materiales de dibujo y escritura más simple, no es defensor de las herramientas digitales como máximo necesario para el diseño o la creación.
Defiende las bases de la cultura popular, y está abierto a todas las mezclas, dando gran importancia a la base cultural local, además de la técnica.
De su faceta como fotógrafo se le puede atribuir un gran carácter documental y de fuente de inspiración para sus trabajos de diseño.

## Libros
- 2001. Barcelona gràfica, editorial Gustavo Gili

## Obra en colecciones  (selección)
Entre las instituciones que tiene obra suya están:
- Museo del Diseño de Barcelona
- IVAM.
- Biblioteca Nacional Francesa.
- Museo de Bellas Artes de Houston.
- Museo de Arte Moderno de Nueva York.

## Archivo
Su fondo documental está repartido entre diferentes instituciones:
- Museo del Diseño de Barcelona[7]
- Archivo Lafuente

## Premios (selección)
- Premio Laus en seis ocasiones[8]
- En 2013, Sánchez recibió un premio Gráffica, edición en la que también fueron premiados en la misma edición Alex Trochut, Álvaro Sobrino, Andreu Balius, Astiberri, Atipo, Clara Montagut, Miguel Gallardo, Jaime Serra y No-Domain.[9][10]
- 2001. Premio Ciudad de Barcelona.
- 1992. Premio Nacional de Diseño, Ministerio de Industria, España[11][12]